# Église Saint-Riquier de Neuilly-l'Hôpital
L'église Saint-Riquier de Neuilly-l'Hôpital est une église catholique située à Neuilly-l'Hôpital, dans le département de la Somme, au nord d'Abbeville, en France.

## Historique
La construction de l'édifice remonte au XVIe siècle.

## Caractéristiques
L'église de Neuilly-l'Hôpital a été construite en craie et en brique. Le clocher en brique au toit pentu à quatre pans est surmonté à chacune des extrémités par une croix ou par un coq. La nef est renforcée par des contreforts en brique.
L'édifice conserve un certain nombre d’œuvres d'art classées monuments historiques : un groupe sculpté représentant une Descente de Croix (premier quart du XVIe siècle); un groupe sculpté représentant une Vierge de Pitié avec saint Jean et Marie-Madeleine, du XVIe siècle; une statue du Christ en croix, et une Vierge de douleur (XVIe siècle); une statue d'un évêque bénissant (XVIe siècle); une statue représentant une Vierge de douleur (XVIIe siècle); deux crédences du XVIIIe siècle, des fonts baptismaux (XVIIIe siècle).

## Photos

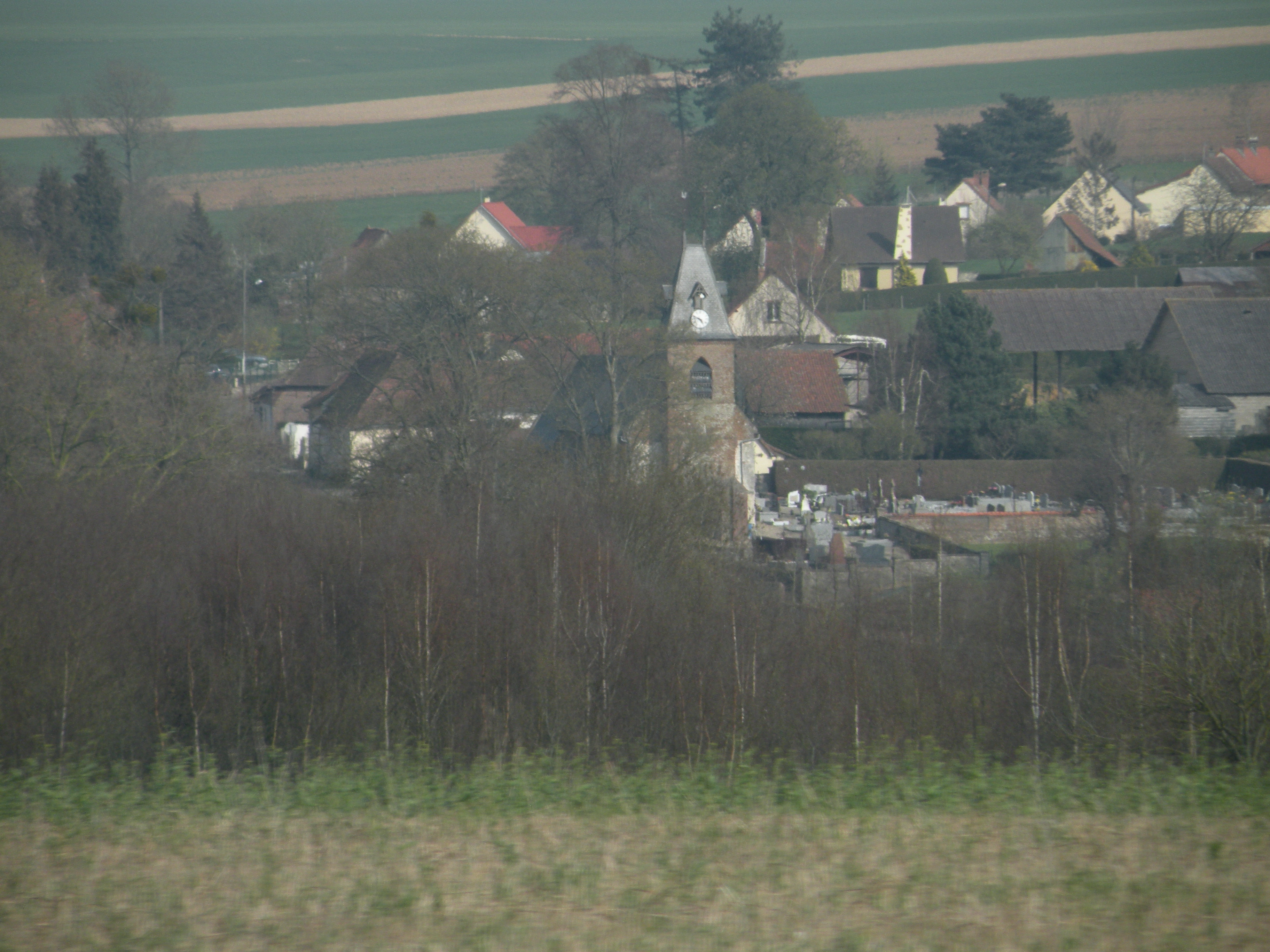
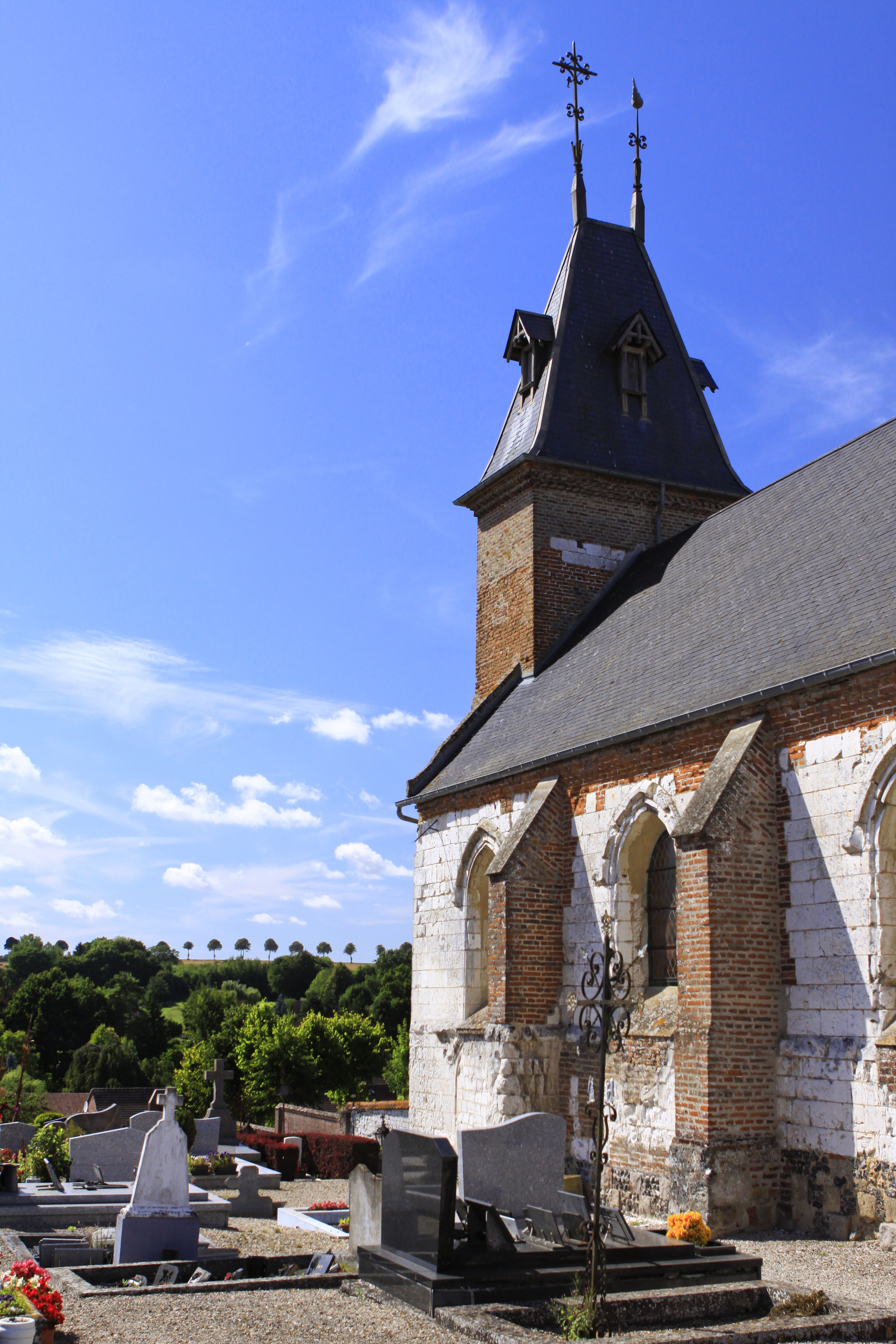
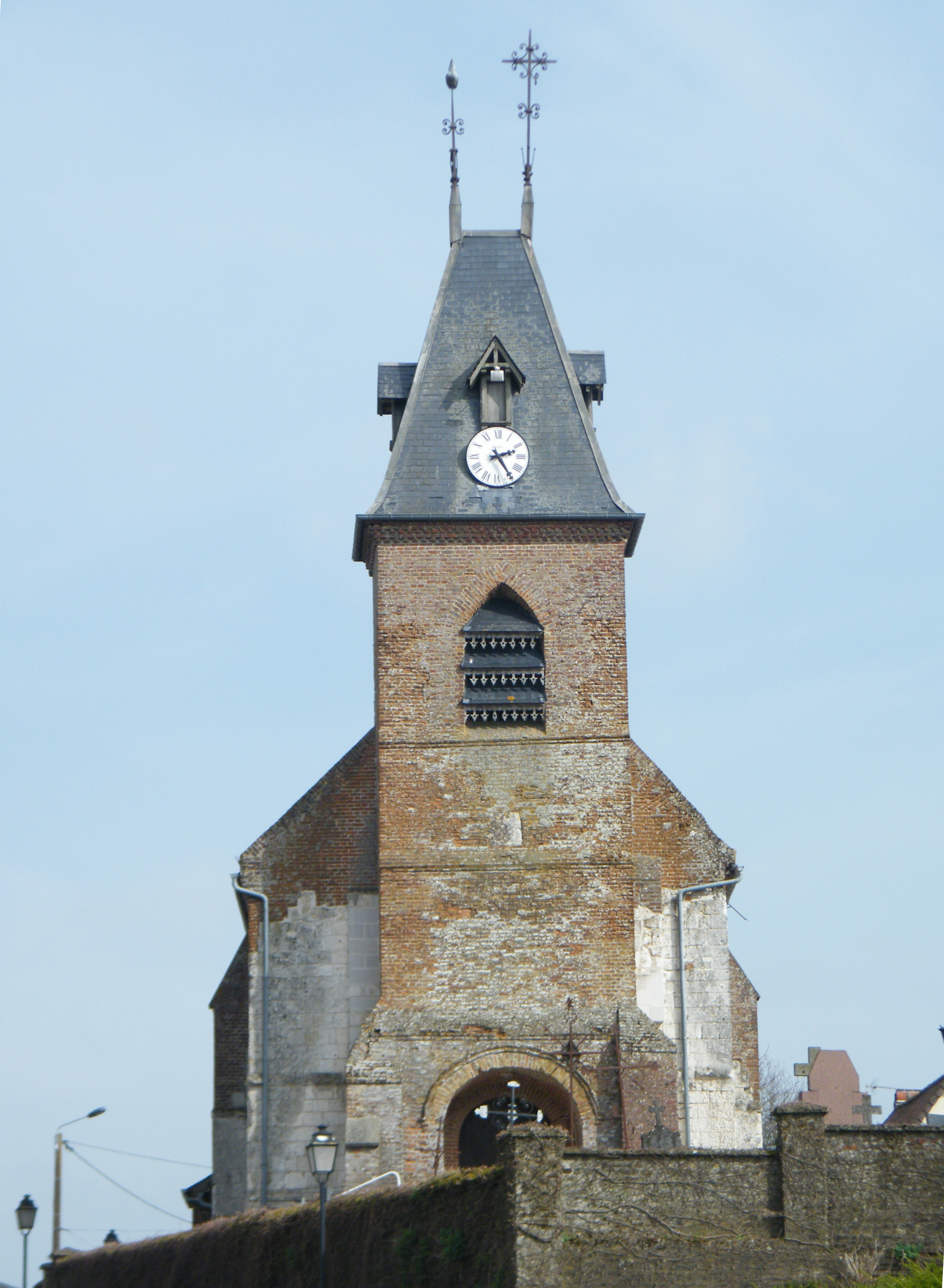